# Sint-Lambertuskerk (Kralingen)
De Sint-Lambertuskerk is een rooms-katholieke kerk in Rotterdam-Kralingen.
De Lambertuskerk staat op de hoek van de Beneden Oostzeedijk en de Hoflaan. Hij werd in neogotische stijl ontworpen door Evert Margry, een leerling van P.J.H. Cuypers, en gebouwd in de periode 1875-1878. De kerk werd op 26 juni 1878 gewijd aan Sint Lambertus, de schutspatroon van Kralingen.
Oorspronkelijk was het interieur van de kerk eenvoudig gehouden, maar in 1900 kreeg de kerk een nieuw orgel van de bekende orgelbouwer Michaël Maarschalkerweerd. In 1903 werd het interieur van de kerk voorzien van polychrome schilderingen. In de jaren twintig werden de zijbeuken uitgebouwd.
In de toren hangen twee luidklokken met de tonen Fis' en Cis' '. Ze zijn voorzien van elektrische luidinrichtingen.
Achter in de kerk in het noordelijk Mariakoor is er een kleine luidklok geplaatst die vermoedelijk in de dakruiter heeft gehangen en als angelusklokje diende.
De Sint-Lambertuskerk is een rijksmonument. Het uitzicht van de Boven Oostzeedijk wordt niet belemmerd door de huizenbouw aan de Beneden Oostzeedijk. Daardoor is de hoge, spitse toren van de Sint Lambertus een des te opvallender verschijning.
De naam van de nabijgelegen Lambertusstraat wordt het eerst genoemd in 1874. Ook niet ver is de Lambertweg, in 1927 vernoemd naar de familie Lambert die in de 18e en 19e eeuw verschillende burgemeesters van Kralingen had voortgebracht.

## Referentie
1. ↑  Gemeentearchief.rotterdam.nl: Lambertusstraat

Allerheiligst Hart van Jezuskerk ·
Allerheiligste Verlosserkerk ·
Andreaskerk ·
Anglicaanse kerk Rotterdam ·
Arminiuskerk ·
Bergsingelkerk ·
Boezemsingelkerk ·
Bosjeskerk · 
Breepleinkerk ·
Deense Zeemanskerk ·
Engelse Zeemanskerk ·
Franse kerk ·
Grieks-orthodoxe kathedraal van Sint-Nicolaas ·
Grote kerk ·
Hillegondakerk ·
Hoflaankerk ·
Julianakerk ·
HH. Laurentius- en Elisabethkathedraal ·
 Koninginnekerk ·
Lourdeskerk ·
Lutherse kerk ·
Maranathakerk ·
Nieuwe Zuiderkerk ·
Noorse Zeemanskerk ·
Oosterkerk ·
Oude kerk Charlois ·
Oude of Pelgrimvaderskerk ·
Paradijskerk ·
Pauluskerk ·
Petrus' Bandenkerk ·
Putsepleinkerk ·
Russische-orthodoxe kerk Rotterdam ·
St. Mary's Church (Engelse kerk) ·
Schotse Zeemanskerk ·
Sint-Agathaklooster ·
Sint-Hildegardis en Antoniuskerk ·
Sint-Ignatiuskerk ·
Sint-Laurenskerk ·
Sint-Lambertuskerk ·
Sint-Rosaliakerk ·
Stieltjeskerk ·
Synagoge Boompjes ·
Waalse Kerk ·
Westerkerk ·
Wilhelminakerk ·
Zuiderkerk ·
Zweedse Zeemanskerk